# Station Praszka
Station Praszka was een spoorwegstation in de Poolse plaats Praszka.